# Pedro Antonio de Alarcón
Pedro Antonio de Alarcón y Ariza (Guadix, 10 marzo 1833 – Madrid, 19 luglio 1891) è stato un poeta, scrittore e giornalista spagnolo, esponente del movimento realista.

## Biografia

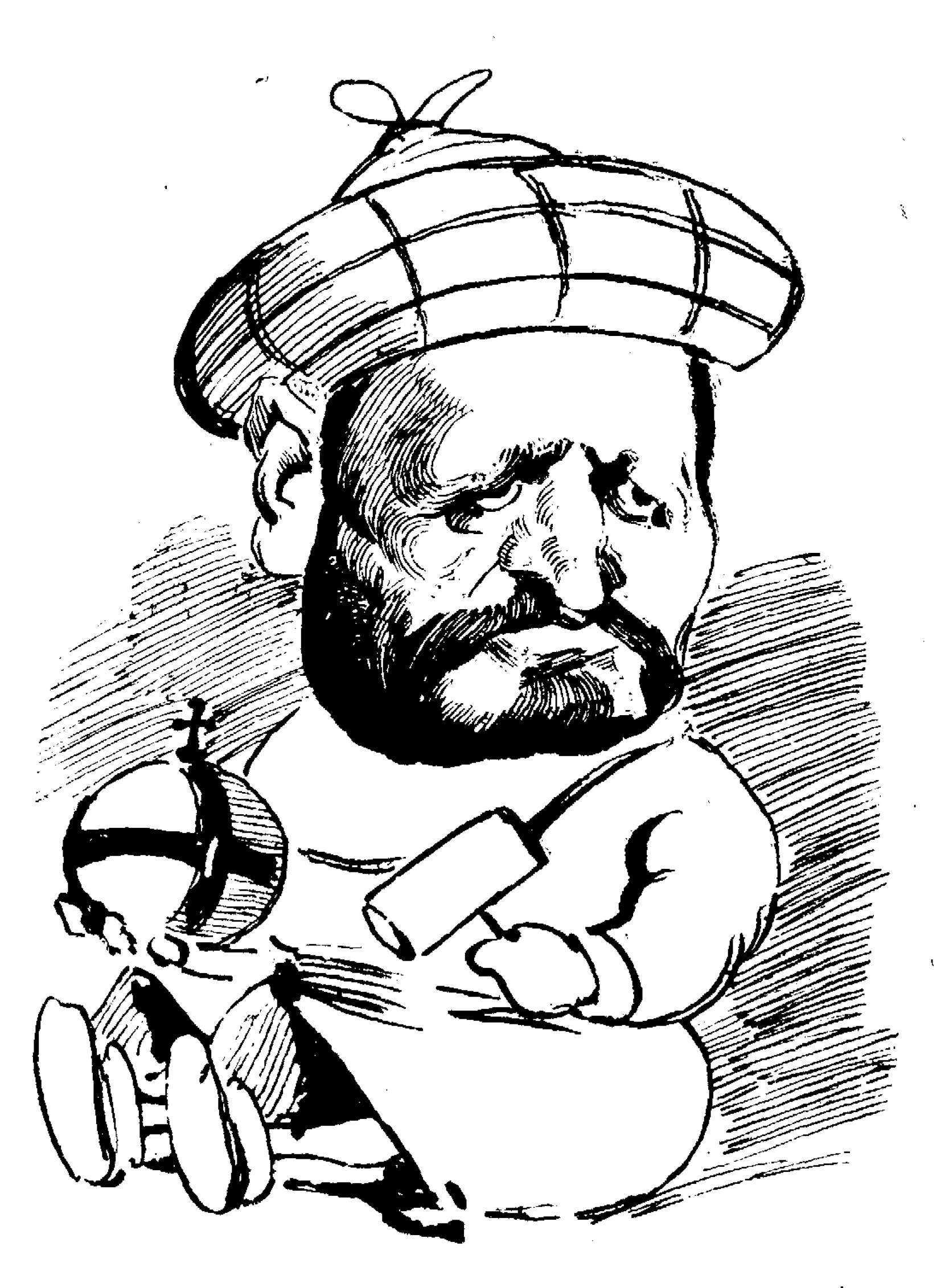
Caricatura eseguita da Luque (Madrid Cómico, 25 aprile 1880)

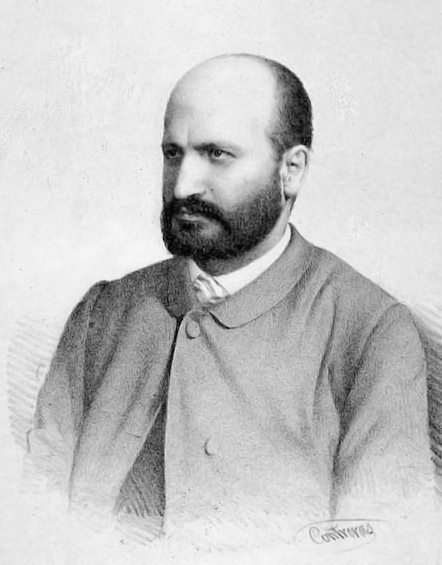
Ritratto di Pedro Antonio de Alarcón

Nacque, da una nobile famiglia decaduta, in provincia di Granada, presso il cui seminario studiò scienze sacre e lettere antiche; passato, ancora in questa città, a studi di giurisprudenza, non li volle terminare e, invece di farsi sacerdote, inimicandosi la religione aderì per un certo tempo alla bohemia locale, proseguendo gli studi, specie di lettere moderne, da perfetto autodidatta; nel 1853 si trasferì a Cadice per dedicarsi al giornalismo militante, aiutato dal più anziano amico Torquato Mateos, musicista e novelliere d'appendice, col quale fondò effimere riviste, El Eco de occidente e Cuerda granadina.
In armonia con i suoi precipui ideali riformisti e repubblicani, partecipò alla vita politica nazionale, assumendosi la guida dei periodici satirici El Látigo ("La frusta") e La Redención, di chiara impronta anticlericale e antimonarchica. Il suo cammino ideale subirà, bensì, ulteriore metamorfosi, nel corso della sua giovinezza che lo vede ritornare, già verso il 1859, al tempo della fortunatissima pubblicazione del suo Diario di guerra africano (cinquantamila copie vendute in pochi mesi, assicura Borges), su posizioni legittimiste e ultracattoliche .
Scrisse a diciott'anni il suo primo romanzo, El final de Norma, opera d'idealismi avventurosi; ispirato, allora, da letture di Hoffmann e Poe, elaborò alcuni dei suoi migliori racconti fantastici (tra i quali la metafora di Los Seis Velos): opere ingegnose venate di pessimismo e occultismo: espressione più sicura, con le poesie di Bécquer, dice Borges, del Romanticismo spagnolo.
Nel 1857 scrisse El hijo pródigo, dramma di grande successo, incentrato su religiosità e passioni umane.
Partecipando, agli ordini del generale O'Donnell, alla spedizione militare spagnola in Africa nel 1859, ne testimoniò proprii entusiasmi e delusioni con una raccolta di articoli nel volume Diario de un testigo de la guerra de África, al vertice delle sue qualità descrittive di cronista. Poco dopo soggiornò in Italia; questo lungo viaggio verrà immortalato nel volume De Madrid a Nápoles (1861), anch'esso, come il Diario, di fortuna editoriale per decenni immensa in patria. Quattro anni dopo si sposò con Paulina Contreras Reyes a Granada; dalla compagna avrà cinque figli.
Alarcon venne per due volte eletto deputato e fu senatore e ministro; incaricato ambasciatore in Norvegia e Svezia, rinunziò alfine alla nomina. Come membro dell'Unión Liberal assunse varie cariche, tra cui, più importante, quella di consigliere di Stato per Alfonso XII dal '75, di viatico al suo ingresso nella Real Academia de la Lengua dal '77.
Tra i suoi più celebri romanzi non possiamo dimenticare, anzitutto, El sombrero de tres picos, 1874 (ultima traduzione critica in italiano: Il cappello a tre punte, a cura di Felice Pagnani, Il Fauno Editore, 2014), che ispirò in primis le coreografie di Leonid Mjasin per l'omonimo balletto del 1919, musicato da De Falla (intitolato anche Le Tricorne) e, nel 1934, portato sul grande schermo, con successo, da Mario Camerini. Nel prosieguo dei suoi intenti "moralizzatori", lo scrittore elaborò, tra gli altri, i romanzi  El niño de la bola (Il bambino della palla, 1878) e La Pródiga (1880),  denuncia del dilagare della corruzione dei costumi. Oggi, spento il riflesso di radicali impressioni suscitato al tempo della loro apparizione, questi libri restano in qualità di testimonianze di un'epoca, ma non aggiungono nulla all'arte dell'autore, in precedenza già pienamente manifestatasi.
Pedro Antonio de Alarcón è criticamente valutato, nel quadro del passaggio dallo stile costrumbrista della narrativa del secondo tempo del Romanticismo ispanico - quella ispirata dai racconti di Fernan Caballero -, al realismo posteriore alla rivoluzione del 1868 (La Gloriosa), posto sotto il segno del genio di Galdos e Clarìn (Leopoldo Alas), qual migliore prosatore d'invenzione del Romanticismo iberico  -"I suoi romanzi, scritti febbrilmente in pochi giorni e tra lunghi intervalli di intensa ed eterogenea vita, sembrano più frutto di contenute vicissitudini che esplodono nell'animo suo in maniera subitanea e ispirata, che di lunghe e tenaci osservazioni della realtà"  (Alberto Navarro Gonzàlez)

## Opere

### Romanzi
- El final de Norma, 1855;
- El sombrero de tres picos, 1874 (Il cappello a tre punte);
- El escándalo, 1875;
- El Niño de la Bola, 1880;
- El Capitán Veneno, 1881;
- La pródiga, 1882.

### Raccolte di racconti
- Cuentos amatorios (1881):
  - "Sinfonía", "La Comendadora", "El coro de ángeles", "Novela natural", "El clavo", "La última calaverada", "La belleza ideal", "El abrazo de Vergara", "Sin un cuarto", "¿Por qué era rubia?", "Tic... tac...";
- Historietas nacionales (1881):
  - "El carbonero alcalde", "El afrancesado", "¡Viva el Papa!", "El extranjero", "El ángel de la guarda", "La buenaventura", "La corneta de llaves", "El asistente", "Buena pesca", "Las dos glorias", "Dos retratos", "El rey se divierte", "Fin de una novela", "El libro talonario", "Una conversación en la Alhambra", "El año campesino", "Episodios de Nochebuena", "Mayo", "Descubrimiento y paso del Cabo de Buena Esperanza";
- Narraciones inverosímiles (1882);
  - "El amigo de la muerte", "La mujer alta", "Los seis velos", "Moros y cristianos", "El año en Spitzberg", "Soy, tengo y quiero", "Los ojos negros", "Lo que se oye desde una silla del Prado".

### Teatro
- El hijo pródigo (1857).

### Poesie
- Poesías serias y humorísticas (1870).

### Libro di viaggio
- Diario de un testigo de la guerra de África (1859);
- De Madrid a Nápoles (1861);
- La Alpujarra: sesenta leguas a caballo precedidas de seis en diligencia (1873);
- Viajes por España (1883).

### Raccolta di articoli
- Cosas que fueron (1871).

### Altre opere
- Historia de mis libros;
- Juicios literarios y artísticos;
- Últimos escritos.